# Matilde Marcolli

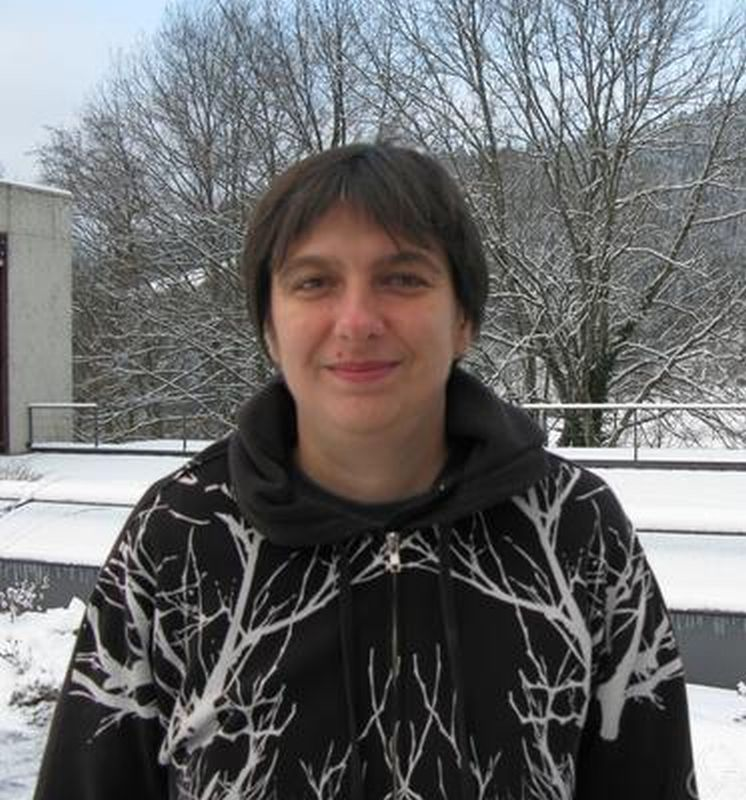
Matilde Marcolli, Mathematisches Forschungsinstitut Oberwolfach 2010

Matilde Marcolli (* 30. November 1969 in Como) ist eine italienische Mathematikerin.

## Leben
Marcolli erhielt 1993 ihr Physik-Diplom (Laurea) summa cum laude von der Universität Mailand bei Piccinini (Classes of self equivalences of fibre bundles). 1994 machte sie ihren Master in Mathematik an der Universität Chicago, wo sie 1997 bei Melvin Rothenberg promoviert wurde (Three dimensional aspects of Seiberg-Witten Gauge Theory). Danach war sie bis 2000 Moore-Instructor am Massachusetts Institute of Technology (MIT). 2000 wurde sie Senior Researcher am Max-Planck-Institut für Mathematik in Bonn. Gleichzeitig ist sie seit 2001 Associate Professor an der Florida State University in Tallahassee. Sie war bisher Gastwissenschaftlerin unter anderem am Tata Institute of Fundamental Research, an der Johns Hopkins University, am Kavli-Institut für theoretische Physik, am Mittag-Leffler-Institut in Stockholm und am Isaac Newton Institute in Cambridge. Seit September 2008 ist sie Professor am Caltech und seit 2006 außerdem Honorarprofessor an der Universität Bonn. Von 2018 bis 2020 war sie Professor an der Universität Toronto, bereits zuvor arbeitete sie auch am Perimeter-Institut.
Marcolli arbeitet über die Anwendung der nicht-kommutativen Geometrie von Alain Connes, zum Beispiel in der Zahlentheorie und Physik (Renormierungstheorie, Quanten-Hall-Effekt, Kosmologie). Dabei arbeitete sie außer mit Connes auch mit Caterina Consani und Yuri Manin zusammen.
2001 erhielt sie den Heinz Maier-Leibnitz-Preis der Deutschen Forschungsgemeinschaft (DFG) und 2002 den Sofja Kovalevskaja-Preis der Alexander von Humboldt-Stiftung. 2008 war sie Plenary Speaker auf dem 5. Europäischen Mathematikerkongress in Amsterdam (Renormalization, Galois symmetries and motives) und war Invited Speaker auf dem Internationalen Mathematikerkongress (ICM) 2010 (Noncommutative geometry and arithmetic).

## Schriften
- Seiberg-Witten Gauge Theory. Hindustan Book Agency, New Delhi 1999.
- Matilde Marcolli, Yuri Manin: Continued fractions, modular symbols, and non-commutative geometry. 2001. arxiv:math/0102006
- mit Caterina Consani: Non-commutative geometry, dynamics, and ⚭-adic Arakelov-Geometry. 2002. arxiv:math/0205306
- Lectures on Arithmetic Noncommutative Geometry. Vanderbilt University, 2004 (auch University Lectures Series, 2005). arxiv:math/0409520
- Arithmetic noncommutative geometry. AMS, 2005.
- Matilde Marcolli, Alain Connes: A walk in the noncommutative garden. 2006. arxiv:math/0601054
- Herausgeberin mit Caterina Consani: Noncommutative geometry and Number Theory. Vieweg, 2006.
- Matilde Marcolli, Alain Connes: From Physics to Number Theory via Noncommutative Geometry. Part I: Quantum Statistical Mechanics of Q-lattices. In: Pierre Cartier u. a.: Frontiers in Number Theory, Physics and Geometry. Band 1. Springer Verlag, 2006 (Les Houches, 2004). arxiv:math/0404128
- Modular curves, C*algebras and chaotic cosmology. In: Pierre Cartier u. a. Frontiers in Number Theory, Physics and Geometry. Band 2. Springer Verlag, 2007.
- Mit Alain Connes: Renormalization, the Riemann-Hilbert Correspondence and Motivic Galois-Theory. In: Pierre Cartier u. a.: Frontiers in Number Theory, Physics and Geometry. Band 2. Springer Verlag, 2007.
- mit Masoud Khalkhali (Hrsg.): An invitation to Noncommutative geometry. World Scientific, 2008.
- mit Alain Connes: Noncommutative geometry, quantum fields and motives. AMS Colloquium Publications, 2008.
- Feynman motives. World Scientific, 2009.
- Noncommutative Cosmology. World Scientific, 2017
- Lumen Naturae. MIT Press, 2020